# Àngel Anjaumà i Máñez
Àngel Anjaumà i Máñez (Barcelona, 4 de febrer de 1925 - Sant Just Desvern, 12 de setembre de 2006) fou un futbolista català de la dècada de 1940.

## Trajectòria
Fou un futbolista que passà la major part de la seva carrera al FC Barcelona, però no arribà a disputar cap partit oficial al primer equip. Va jugar al filial, a la SD Espanya Industrial fins a 1944, i a continuació a l'equip Amateur dues temporades. La temporada 1946-47 jugà cedit al CF Badalona i la següent al primer equip barcelonista. En total jugà 57 partits no oficials en els quals marcà 33 gols. Després jugà una temporada al Girona FC i novament a l'Espanya Industrial.